# Wadi Khabb Shamsi
El Wadi Khabb Shamsi (en árabe: وادي خب الشامسي‎, romanizado: Wādī Khab ash Shāmsī), es un valle o río seco, con caudal efímero o intermitente, que fluye casi exclusivamente durante la temporada de lluvias, situado al oeste de la Gobernación de Musandam, en el Sultanato de Omán.
Wadi Khabb Shamsi drena el sureste de Ru'us al-Jibal, y es el wadi principal de la cuenca de drenaje de Karsha, denominada así por el nombre del puerto, playa y actual zona residencial de la ciudad de Dibba Al-Baya (Omán), en la que desemboca.
El conjunto de la cuenca de drenaje de Karsha, formada por el propio Wadi Khabb Shamsi y sus numerosos afluentes y subafluentes, abarca una superficie aproximada de 133 km². Limita al norte con la cuenca de drenaje de Al Rawdah, también en Omán; al oeste con las cuencas del Wadi Bih, Wadi Naqab y Wadi Tawiyaen / Wādī Ţawīyayn; al sur con la del Wadi Basseirah; y al este con una pequeña sierra de poco más de 6 km de longitud, cuya cima más elevada es la del Jabal an Nakhlah (629 m), que separa el cauce principal del Wadi Khabb Shamsi de la ciudad de Zighi / Zaghi, en la costa del Golfo de Omán. 
El punto más elevado de la cuenca de drenaje del Wadi Khabb Shamsi está situado en la cima del Jebel Qihwi / Jabal Qa‘wah (1.735 m).

## Fuente
En hidrología, se suele definir como río principal el curso con mayor caudal de agua (medio o máximo), o bien con mayor longitud o mayor área de drenaje, aunque en ocasiones, cuando un río es alimentado por más de una fuente, también se opta por definir como río principal el que tiene la fuente de origen más elevada.

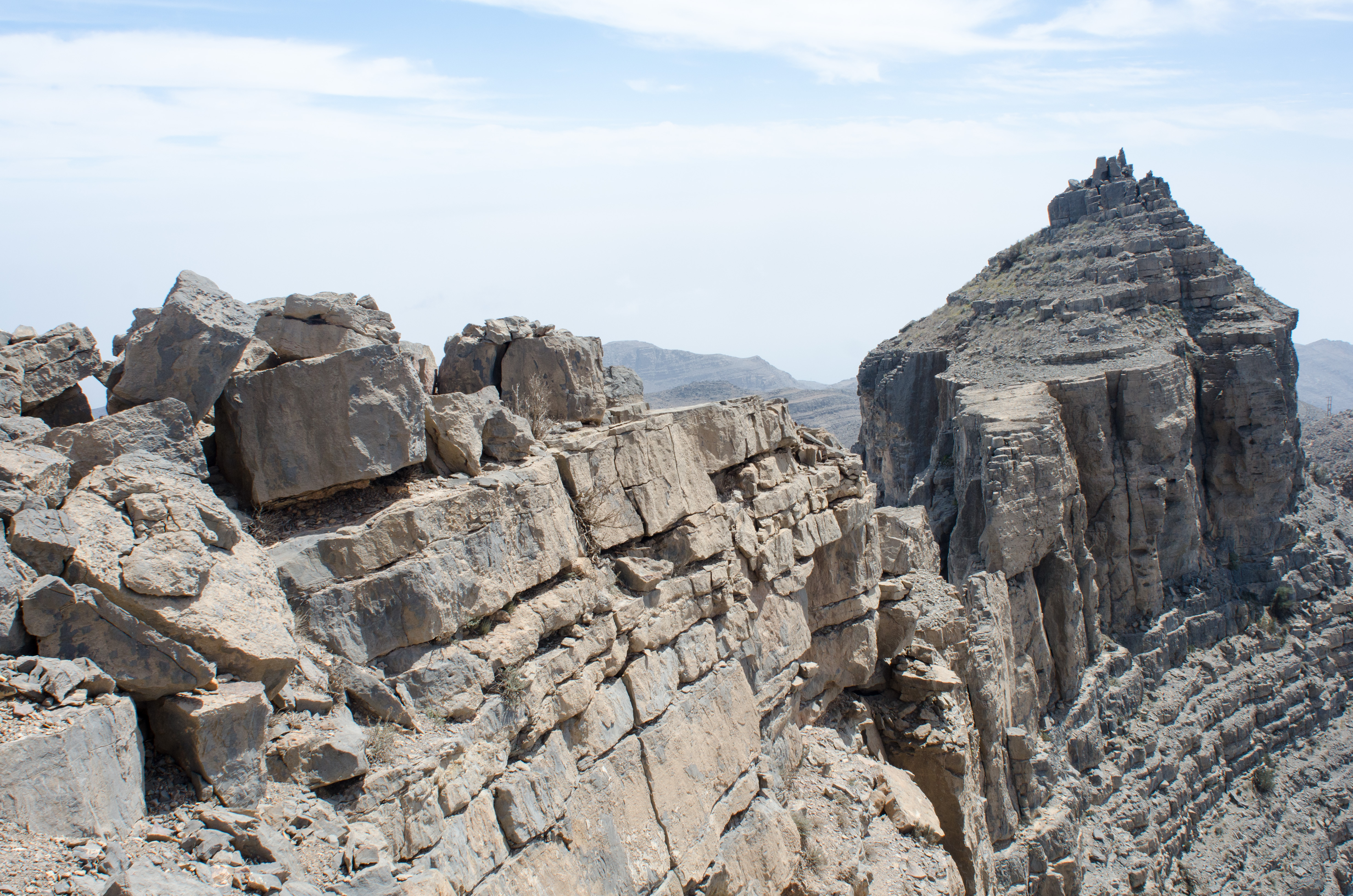
Jebel Qihwi (1.735 m) es el punto más elevado de la cuenca de drenaje del Wadi Khabb Shamsi

En el caso del Wadi Khabb Shamsi se pueden identificar varias posibles fuentes de origen, y dependiendo de cuál de ellas se considera la principal, también varía la longitud total del wadi. Entre las distintas opciones, destacan tres:
- En primer lugar la situada en la vertiente oriental del Jebel Qihwi, a 120 m al este de su cima, a una altitud aproximada de 1.705 m. Si se toma ese punto como referencia, y se considera que el curso del río finaliza en su desembocadura en el Golfo de Omán, resultaría una longitud total del wadi de 28,60 km.

- Se podría considerar también una segunda fuente de origen situada a 1,4 km al sur del pueblo y collado o puerto de montaña de Aqabat al Asu / Aqabat Oso,[17] a una altitud aproximada de 1.081 m, de lo que resultaría una longitud total de 31,50 km.

- Y finalmente, existe una tercera posible fuente de origen o cabecera, situada 600 m al sur de la cima del Jabal Hagab / Jabal Haqab (1.470 m), a una altitud aproximada de 1.327 m, que arrojaría una longitud total del Wadi Khabb Shamsi de 31,80 km.

Descartada la segunda opción, por presentar menor elevación y menor longitud que la tercera, las dos restantes tienen argumentos a su favor para ser consideradas como fuentes de origen del Wadi Khabb Shamsi, aunque a falta de mapas oficiales o de un pronunciamiento expreso por parte de las autoridades locales, los mejores especialistas se decantan actualmente a favor de la primera, y consideran que el wadi nace en el Jebel Qihwi / Jebel Qi’wi / Jabal Qa‘wah.

## Recorrido
El Jebel Qihwi جبل قهوي  (árabe) (1.735 m), junto con el Jabal al Harim (2.087 m) y el Jabal Bil Ays / Jebel Jais (1.911 m), son las tres montañas más altas y representativas de la Gobernación de Musandam, en Omán. 

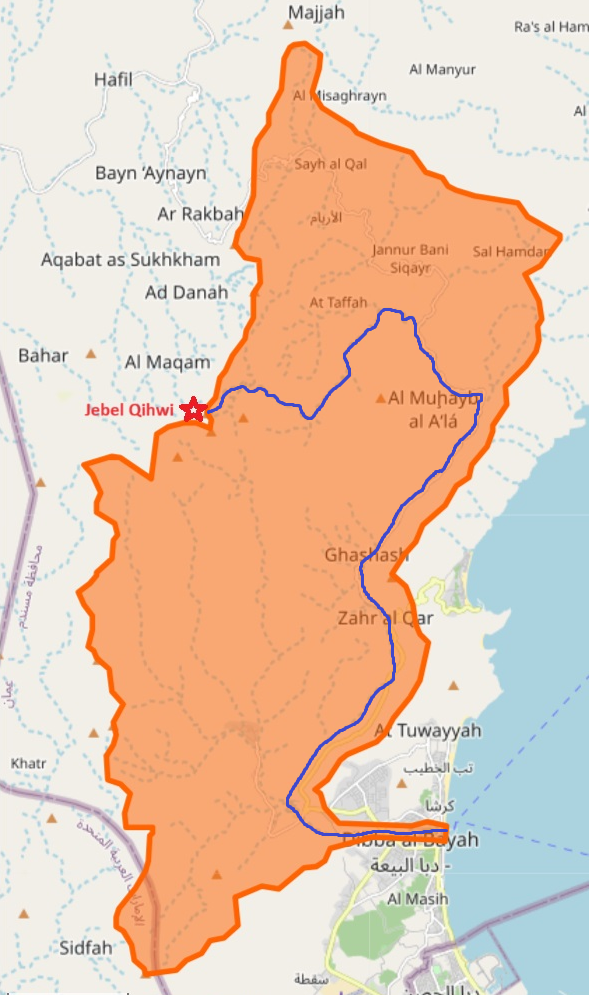
Karsha - Cuenca de drenaje del Wadi Khabb Shamsi - Gobernación de Musandam - Omán - Mapa procedente de OpenStreetMap (Standard)

Jebel Qihwi tiene una prominencia de 1.435 m y un aislamiento topográfico de 23,36 km, y se eleva en la zona central del límite occidental de la cuenca hidrográfica de Karsha / Wadi Khabb Shamsi. Su cima se encuentra en la línea divisoria de las aguas, entre las cuencas del Wadi Khabb Shamsi (que vierte hacia el Golfo de Omán) y del Wadi Bih, que tiene sus principales fuentes de origen en la vertiente meridional y oriental del Jabal Al Harim (2.087 m), también en la Gobernación de Musandam (Omán), y vierte hacia el Golfo Pérsico, desembocando en territorio de Emiratos Árabes Unidos.
La empinada arista de la montaña, dividida en escalones cortos y pronunciados, contiene dos cimas relevantes: la cima norte (Jebel Qihwi), y una cima menor situada 450 m al sur, en la que hay una estación meteorológica, denominada en algunos mapas Jabal Khabb, con una elevación de 1.708 m. 
Los primeros 4 km del Wadi Khabb Shamsi, a partir de su nacimiento en la vertiente oriental del Jebel Qihwi, tienen las características propias de un curso alto o superior, y discurren inicialmente en dirección oeste-este, con una pendiente muy pronunciada, formando un barranco de 700 m que cruza la pista de tierra que presta servicio a la estación meteorológica instalada en la cima menor.
Tras recibir por la derecha la confluencia de un pequeño wadi que recoge las aguas de otros barrancos de la misma vertiente, el Khabb Shamsi modera ligeramente su pendiente y continúa su curso durante otros 700 m, en dirección noreste, para continuar durante 2,5 km más en dirección sursureste, nuevamente con una pendiente acusada, muchas rocas de mediano y gran tamaño, y presencia de estrechas gargantas. 
Al término de esos primeros kilómetros de curso alto, el wadi inicia su curso medio con un caudal reforzado por las aportaciones de sucesivos afluentes y caracterizado por una moderada pendiente, virando durante 3,5 km hacia el noreste, y seguidamente durante 1,5 km hacia el sursureste, hasta interceptar, al sur de la aldea de Al Hakil, la larga pista de tierra denominada Wadi Khabb Shamsi Road.  
Esta carretera de tierra, que utiliza para su trazado buena parte del lecho del Wadi Khabb Shamsi y de alguno de sus afluentes, se inicia en Dibba Al-Baya, y finaliza en la Wadi Bih - Ras Al Khaimah Road (ambos extremos en la Gobernación de Musandam, Omán), y puede ser utilizada para el tránsito con vehículos todo terreno. La ruta tiene una longitud total de 36 km y cruza la cordillera a través del paso de montaña de Aqabat al Asu / Aqabat Oso, superando un desnivel positivo acumulado de 1.750 m y un desnivel negativo de 1.500 m. 
En esta misma intersección, situada a casi 9 km desde su nacimiento, confluye también un brazo muy importante del Wadi Khabb Shamsi, que aporta el caudal de numerosos wadis afluentes y subafluentes del norte de la cuenca hidrográfica, entre ellos los que nacen en las vertientes meridionales del Jabal Hagab / Jabal Haqab, y del pueblo y collado o puerto de montaña de Aqabat al Asu / Aqabat Oso. 

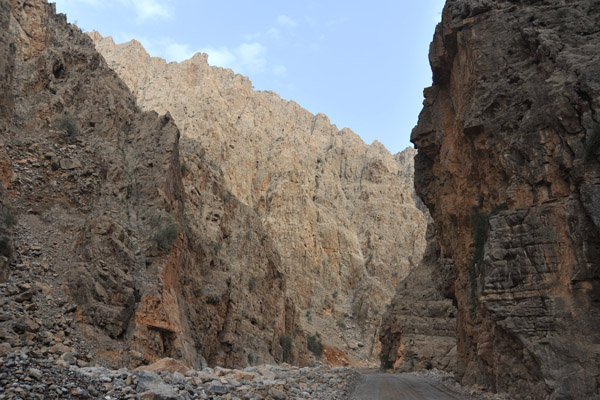
Wadi Khabb Shamsi. Oman. Autor:Brian McMorrow

Con un caudal ya considerable, el Wadi Khabb Shamsi continúa su curso en dirección sursureste, encajonado entre grandes acantilados que se elevan abruptamente a ambos lados (hasta 1200 m al suroeste y 600 m al noreste), y su cauce, que tiene en esa zona un promedio de 30-40 m de ancho, se contrae en algunos puntos hasta los 10-12 m, haciendo que la profundidad del agua llegue a alcanzar los 15 m o más cuando el wadi se inunda.
Estos mismos acantilados del curso medio del Wadi Khabb Shamsi ofrecen múltiples puntos de interés para la práctica de la escalada en roca.
Aproximadamente en el kilómetro 11,5 desde su nacimiento, el wadi da un giro de 90º en dirección sursuroeste, y comienza a seguir la línea de la costa, a una distancia de 2 a 3 km, separado del litoral por una pequeña sierra, en cuya vertiente oriental existen varios wadis de corto recorrido, que vierten sus aguas directamente al Golfo de Omán. En esta zona, el cauce del Wadi Khabb Shamsi se va ensanchando progresivamente, a medida que pierde pendiente y se aproxima a la zona de su curso bajo.
En el tramo final del curso bajo del Wadi Khabb Shamsi, coincidiendo con el área de confluencia de sus afluentes Wadi Hiyar, Wadi Khabb Naqbi y Wadi as Sabban, 4 km antes de su desembocadura en el Golfo de Omán, se construyó en 2006 una presa de 17,4 m de altura, denominada Wadi Al Khab Dam, que tiene una zona de embalse con capacidad de 2,8 millones de m³, destinada principalmente a alimentar los recursos hídricos subterráneos y a reducir los daños por eventuales inundaciones.

## Toponimia

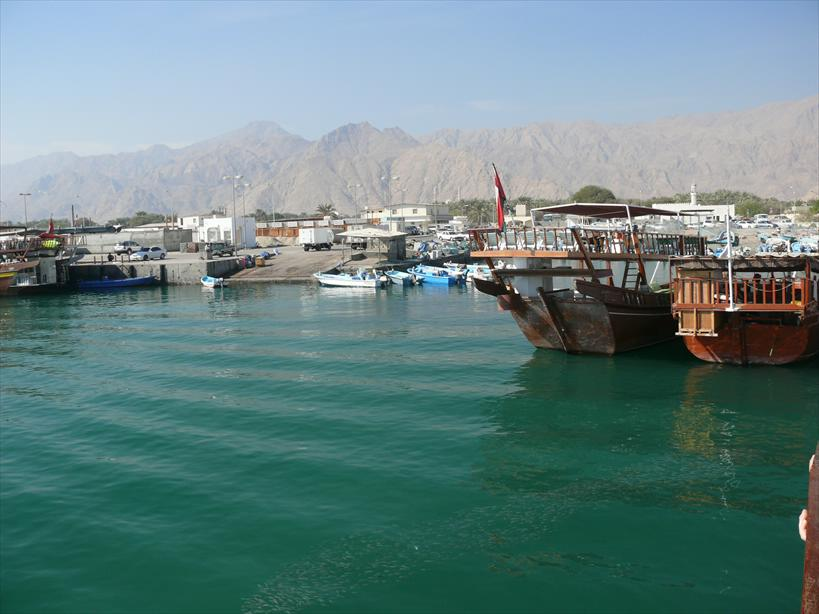
Vista del puerto de Dibba Al-Baya, Omán, junto a la desembocadura del Wadi Khabb Shamsi

Nombres alternativos: 	Wādī Khabb Ash Shāmsī, Wadi Khabb Shamsi, Wādī Khabb Shamsī, Wadi Khub al Shamzi, Wadi Khab Al Shamis, Wadi Khabb ash Shamisi. 
Los nombres del Wadi Khabb Shamsi (con la grafía Wādī Khabb Shamsī) y de algunos de sus afluentes principales, quedaron registrados en la documentación y mapas elaborados entre 1950 y 1960 por el arabista, cartógrafo, militar y diplomático británico Julian F. Walker, durante los trabajos efectuados para el establecimiento de fronteras entre los entonces denominados Estados de la Tregua, completados posteriormente por el Ministerio de Defensa del Reino Unido, en mapas a escala 1:100.000 publicados en 1971.

## Población
El área geográfica del Wadi Khabb Shamsi y sus afluentes estuvo poblada históricamente por la tribu seminómada Shihuh, sección de Bani Shatair (en árabe: بني شطير‎), una de las dos secciones principales de la tribu, que ocupaba, entre otros territorios, las zonas tribales de Maqadihah y Dihamara.